# CCC Polkowice
Le Miejski Klub Sportowy Polkowice (ou CCC Polkowice) est un club polonais féminin de basket-ball appartenant à la PLKK, soit le plus haut niveau du championnat polonais. Le club est basé dans la ville de Polkowice

## Palmarès
- Champion de Pologne : 2013, 2018
- Coupe de Pologne : 2004, 2013

## Effectif 2013-2014
| Numéro | Nom                   | Née le           | Taille | Nationalité | Poste         |
| 5      | Teja Oblak            | 20 décembre 1990 | 1,72 m | Slovénie    | Meneuse       |
| 6      | Dominika Owczarzak    | 23 mars 1994     | 1,68 m | Pologne     | Arrière       |
| 7      | Belinda Snell         | 10 janvier 1981  | 1,81 m | Australie   | Ailière       |
| 8      | Janel McCarville      | 3 novembre 1982  | 1,88 m | États-Unis  | Pivot         |
| 10     | Jelena Škerović       | 23 décembre 1980 | 1,77 m | Monténégro  | Arrière       |
| 12     | Agnieszka Majewska    | 11 mai 1982      | 1,95 m | Pologne     | Pivot         |
| 14     | Agata Szczepanik      | 13 mars 1992     | 1,94 m | Pologne     | Ailière       |
| 15     | Magdalena Leciejewska | 29 juin 1986     | 1,91 m | Pologne     | Ailière forte |
| 21     | Paulina Misiek        | 10 mai 1987      | 1,82 m | Pologne     | Ailière       |
| 33     | Magdalena Skorek      | 26 juin 1984     | 1,77 m | Pologne     | Arrière       |
|        | Aušra Bimbaitė        | 13 mars 1992     | 1,79 m | Lituanie    | Arrière       |
|        | Martyna Koc           | 10 juillet 1983  | 1,86 m | Pologne     | Ailière forte |
|        | Valeria Moussina      | 18 août 1987     | 1,83 m | Russie      | Arrière       |

Entraîneur : Jacek Winnicki
Assistant : Arkadiusz Rusin

## Effectif 2012-2013
| Numéro | Nom                   | Née le            | Taille | Nationalité | Poste         |
| 4      | Valeria Moussina      | 18 août 1987      | 1,80 m | Russie      | Arrière       |
| 6      | Dominika Owczarzak    | 23 mars 1994      | 1,68 m | Pologne     | Arrière       |
| 7      | Belinda Snell         | 10 janvier 1981   | 1,81 m | Australie   | Ailière       |
| 9      | Laia Palau            | 10 septembre 1979 | 1,76 m | Espagne     | Arrière       |
| 10     | Valeriya Berejynska   | 10 avril 1986     | 1,93 m | Ukraine     | Pivot         |
| 11     | Dorota Mistygacz      | 16 novembre 1992  | 1,83 m | Pologne     | Arrière       |
| 12     | Agnieszka Majewska    | 11 mai 1982       | 1,95 m | Pologne     | Pivot         |
| 13     | Karolina Puss         | 13 octobre 1994   | 1,82 m | Pologne     | Ailière       |
| 15     | Magdalena Leciejewska | 29 juin 1986      | 1,91 m | Pologne     | Ailière forte |
| 30     | Nneka Ogwumike        | 2 juillet 1990    | 1,89 m | États-Unis  | Ailière forte |
|        | Justyna Holtyn        | 12 mars 1994      | 1,84 m | Pologne     | Ailière       |
|        | Ivana Jalcová         | 25 octobre 1983   | 1,83 m | Pologne     | Meneuse       |
|        | Agata Szczepanik      | 13 mars 1992      | 1,90 m | Pologne     | Intérieure    |

Entraîneur : Jacek Winnicki
Assistant : Arkadiusz Rusin, Krzysztof Szewczyk
Le club remporte en 2013 son premier titre de champion de Pologne par quatre victoires à zéro contre  Wisla Cracovie et le gain de la Coupe de Pologne

## Effectif 2011-2012
| Numéro | Nom                  | Née le             | Taille | Nationalité | Poste      |
| 4      | Valeria Moussina     | 18 août 1987       | 1,80 m | Russie      | Arrière    |
| 5      | Sharnee Zoll         | 11 juillet 1986    | 1,71 m | États-Unis  | Arrière    |
| 6      | Aleksandra Dziwinska | 12 avril 1991      | 1,72 m | Pologne     | Meneuse    |
| 7      | Iva Perovanović      | 1er septembre 1983 | 1,88 m | Monténégro  | Intérieure |
| 9      | Evanthía Máltsi      | 30 décembre 1978   | 1,83 m | Grèce       | Arrière    |
| 10     | Joanna Walich        | 27 octobre 1981    | 1,83 m | Pologne     | Ailière    |
| 12     | Agnieszka Majewska   | 11 mai 1982        | 1,95 m | Pologne     | Intérieure |
| 13     | Agata Gajda          | 29 août 1980       | 1,74 m | Pologne     | Meneuse    |
| 15     | Monika Jasnowska     | 29 août 1992       | 1,82 m | Pologne     | Arrière    |
| 32     | Megan Frazee         | 29 mars 1987       | 1,91 m | États-Unis  | Ailière    |
|        | Agata Dobrowolska    | 26 mars 1992       | 1,85 m | Pologne     | Ailière    |
|        | Gintarė Petronytė    | 19 mars 1989       | 1,96 m | Lituanie    | Intérieure |
|        | Karolina Puss        | 13 octobre 1994    | 1,82 m | Pologne     | Ailière    |
|        | Agata Szczepanik     | 13 mars 1982       | 1,94 m | Pologne     | Intérieure |

Entraîneur : Arkadiusz Rusin
Assistant :

## Entraîneurs successifs
- Depuis ? : -